# La Rambla (gmina)
La Rambla – gmina w Hiszpanii, w prowincji Kordoba, w Andaluzji, o powierzchni 137,8 km². W 2011 roku gmina liczyła 7621 mieszkańców.